# Castello di San Giorgio Morgeto
Il Castello di San Giorgio è un'antica fortificazione calabrese sull'altura del comune di San Giorgio Morgeto.

## La storia

### Le origini
La terra di San Giorgio Morgeto non ha sempre avuto questo nome. Originariamente era conosciuta come Morgeto. Le opere di Proclo, Plinio, Strabone, narrano dell'antico popolo dei Morgeti, e di re Morgete, che secondo le leggende locali avrebbe fondato il castello di San Giorgio Morgeto.
Questa zona è molto antica. Popolazioni indigene, probabilmente appartenenti al ceppo degli Enotri (Itali, Morgeti, Siculi). Per altri, invece, furono popoli italici che furono scacciati dalle loro terre dagli Enotri, erano già presenti fin dall'età del bronzo e dall'età del ferro, per poi passare a popolazioni greco-italiche e successivamente romane. Secondo Antioco di Siracusa, Morgete succedette ad Italo nel governo della Calabria (allora detta Italia) sino a quando essa fu invasa dai Bruzi, un popolo dalle ignote origini che si stabilì nella parte centro-settentrionale della regione ed elesse come capitale Cosenza. La zona fu abitata anche dagli Arabi, dall'840 all'885/86, un complesso militare formato anche da edifici religiosi.

### Il periodo normanno

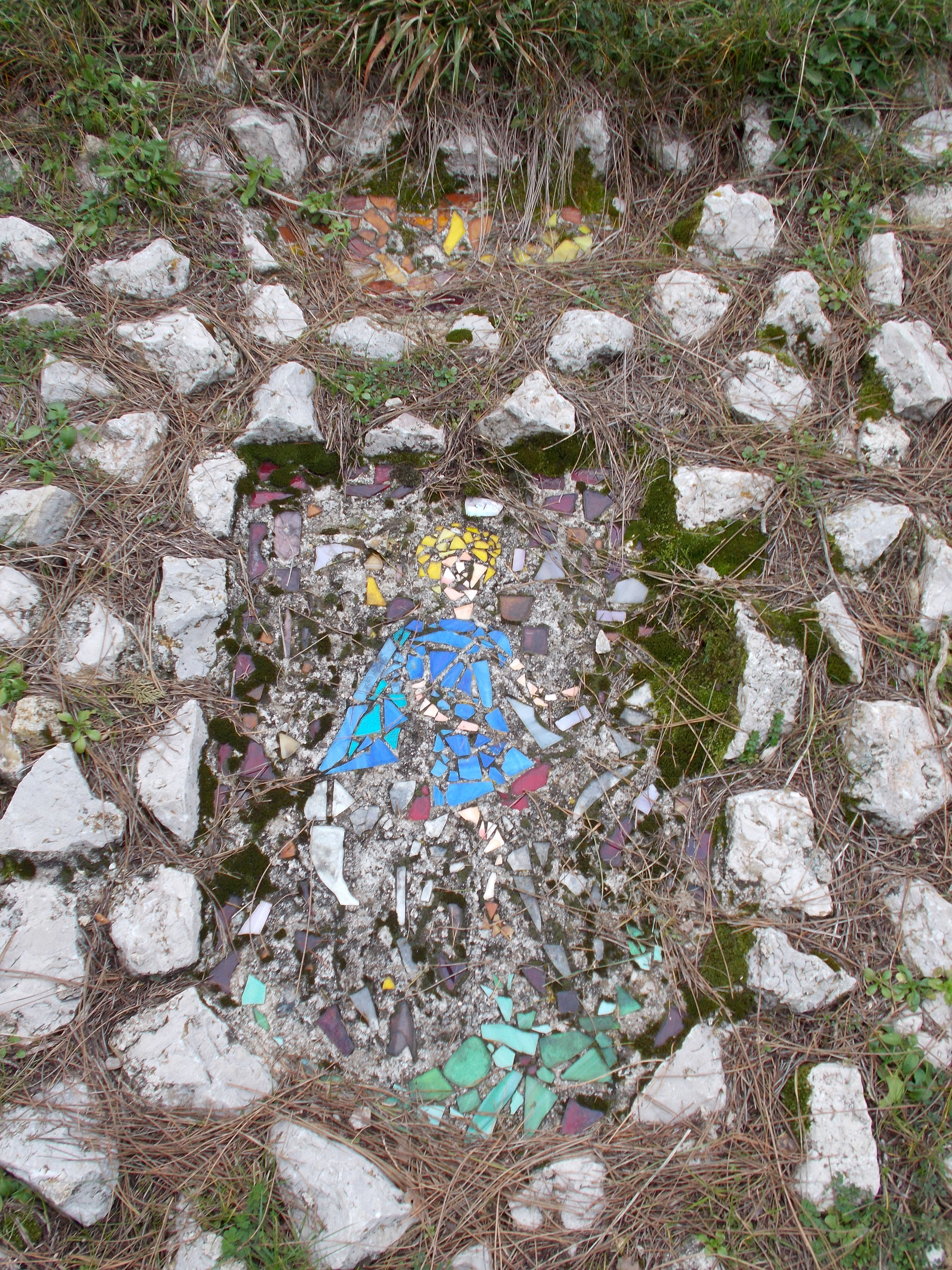
Mosaico Castello di San Giorgio Morgeto.

Nell'XI secolo, i Normanni, considerati barbari e guerrieri, avidi di ricchezze e potere, giunsero in Italia e furono reclutati come mercenari dai signori della zona, affinché difendessero il Meridione dai Saraceni.
Il potere dei Normanni e le loro conoscenze sull'Italia aumentarono dopo essere stati al servizio dei Longobardi e dopo aver combattuto a fianco dei Bizantini. Queste esperienze li resero più consapevoli della situazione italiana, soprattutto dal punto di vista della difesa e del livello di preparazione degli eserciti degli Stati contro i quali o per i quali avevano combattuto.
In meno di un secolo, i Normanni conquistarono i territori longobardi e i ducati costieri, grazie soprattutto ai tre figli di Tancredi d'Altavilla, proveniente da una nobile famiglia vichinga di Hauteville, un piccolo feudo della Normandia.
San Giorgio fu città bizantina fino al 1076, anno in cui Roberto il Guiscardo, il terzo figlio di Tancredi, ottenne l'investitura del ducato di Puglia e Calabria, che comprendeva il castello. Essendo stata una città bizantina per quasi due secoli, la popolazione era totalmente greca, perciò ci fu uno scambio graduale di ordinamenti civili, militari e infine ecclesiastici, facendo sì che si conservassero i riti greci per molto tempo.

### Il periodo angioino
Dopo la battaglia di Benevento (1266), il Regno di Sicilia fu conquistato da Carlo I d'Angiò. Nei registri del 1265 di Carlo I d'Angio, San Giorgio Morgeto era annoverato tra le terre del Giustiziere di Calabria, insieme a Polistena e Melicucco. Il castello viene affidato ad un funzionario denominato castellanum, il primo fu Guerriero di Squillace, nel 1283 al giudice fiorentino Aldebradino de Acquerello. Gli altri feudatari, Palmede de Riso, Blasco de Luna, Ricardo di Stella, Arnaldo da Villanova Vicesiniscalco, Caracciolo, Milano dal 1503 poi 1568 al 1806.

### Il Castello oggi
Altre modifiche furono apportate in seguito dai nobili che si succedettero nell'amministrazione della città. Il castello fu abbandonato nel XVI secolo.
Del castello si conserva il maschio, una cisterna, alcuni tratti delle mura e i basamenti delle torri. Il castello è stato oggetto di lavori di restauro e recupero.

## Galleria d'immagini

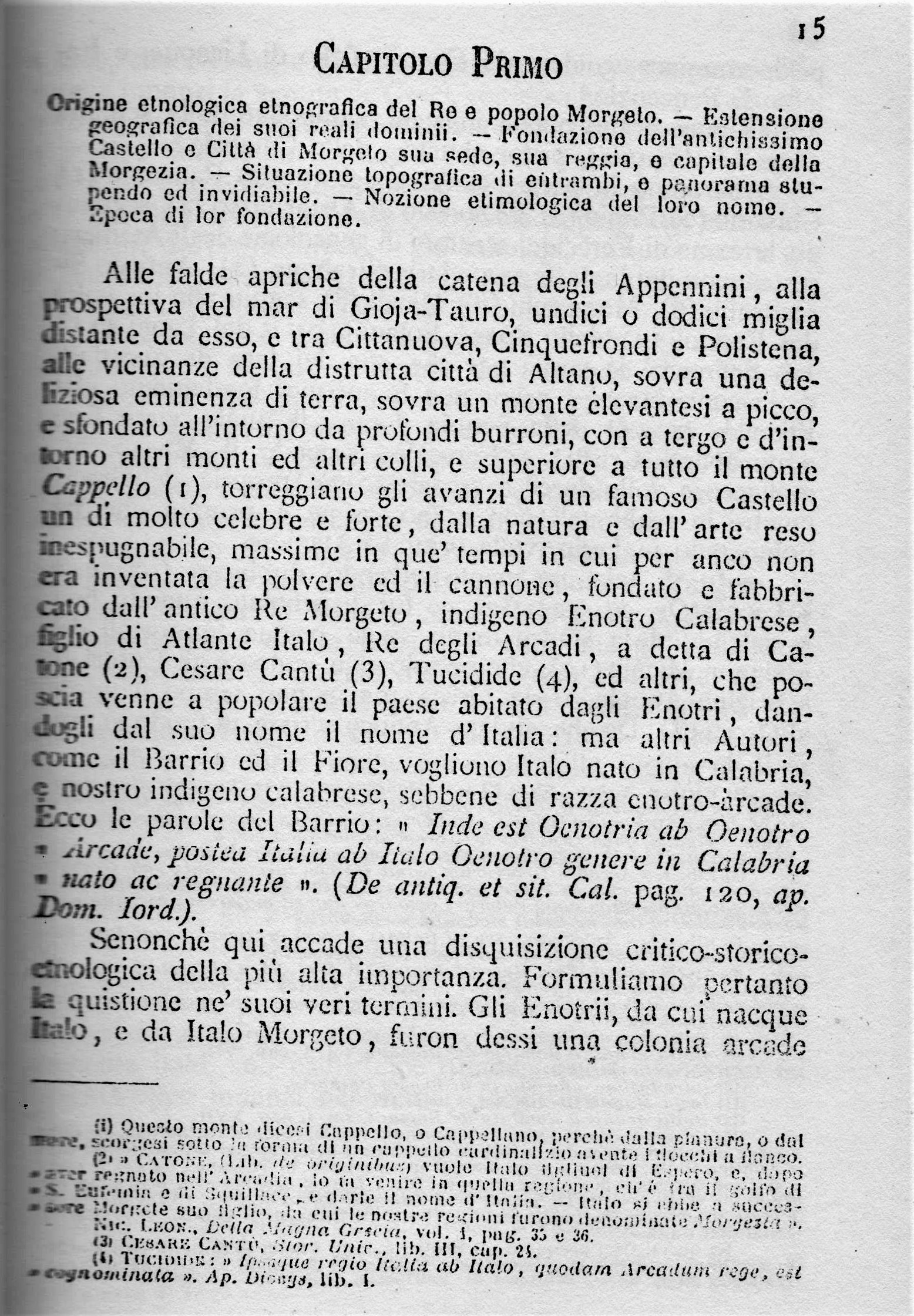
Monografia di San Giorgio Morgeto del 1886, di Domenico Cangemi.
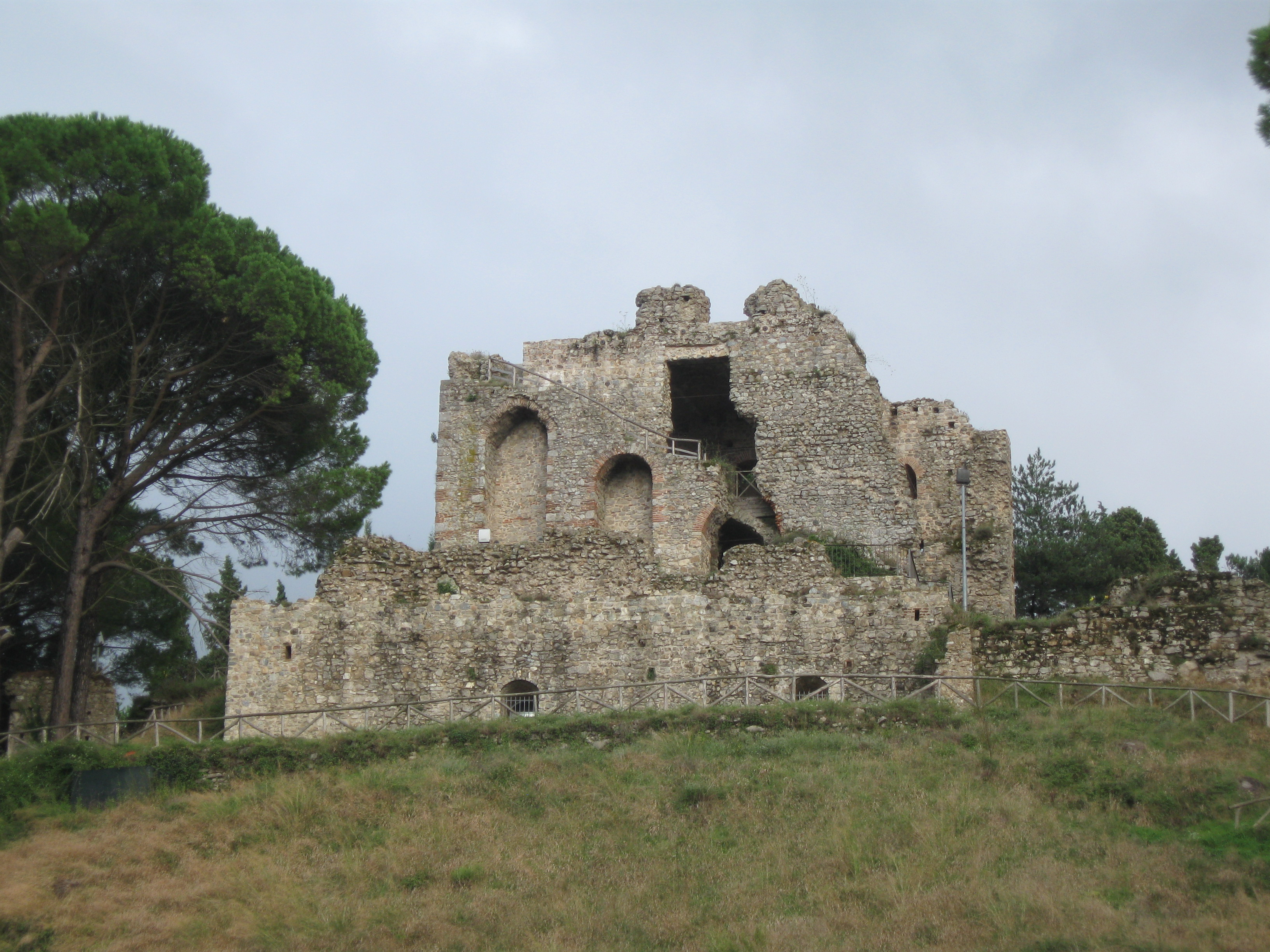
Il maschio del castello.
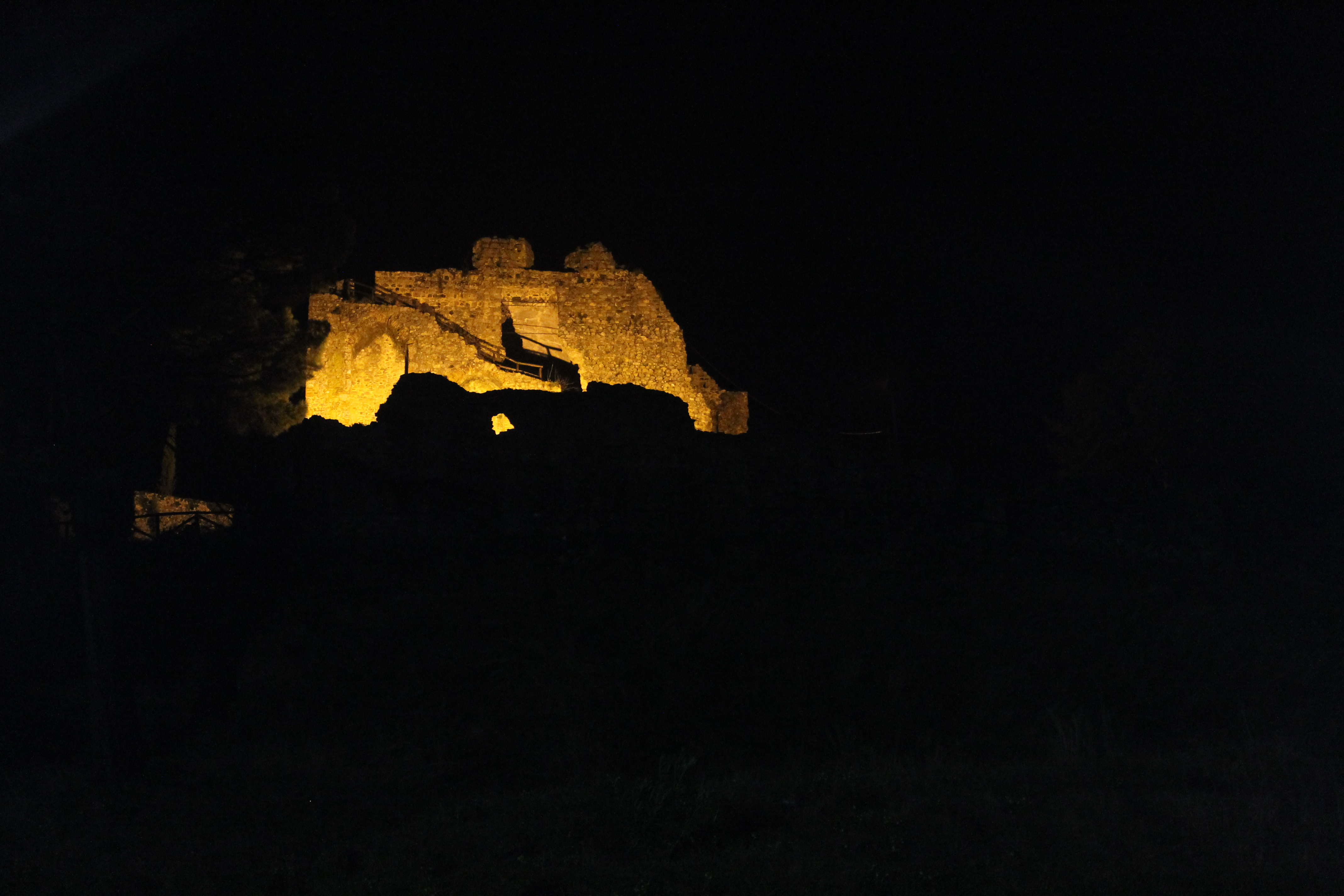
Castello Svevo-Normanno.
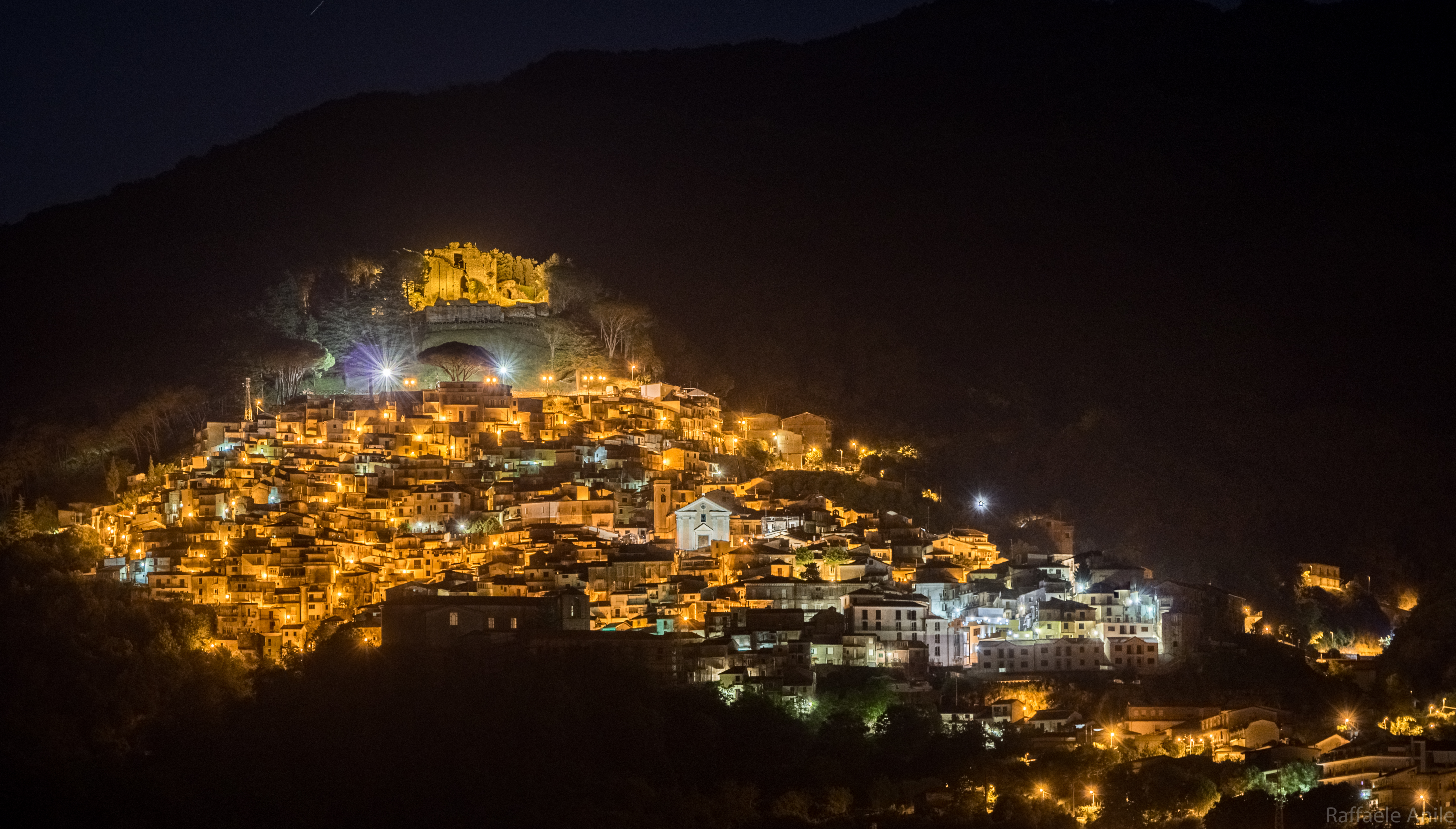
Panorama di San Giorgio Morgeto in Notturna, ritratto da Polistena
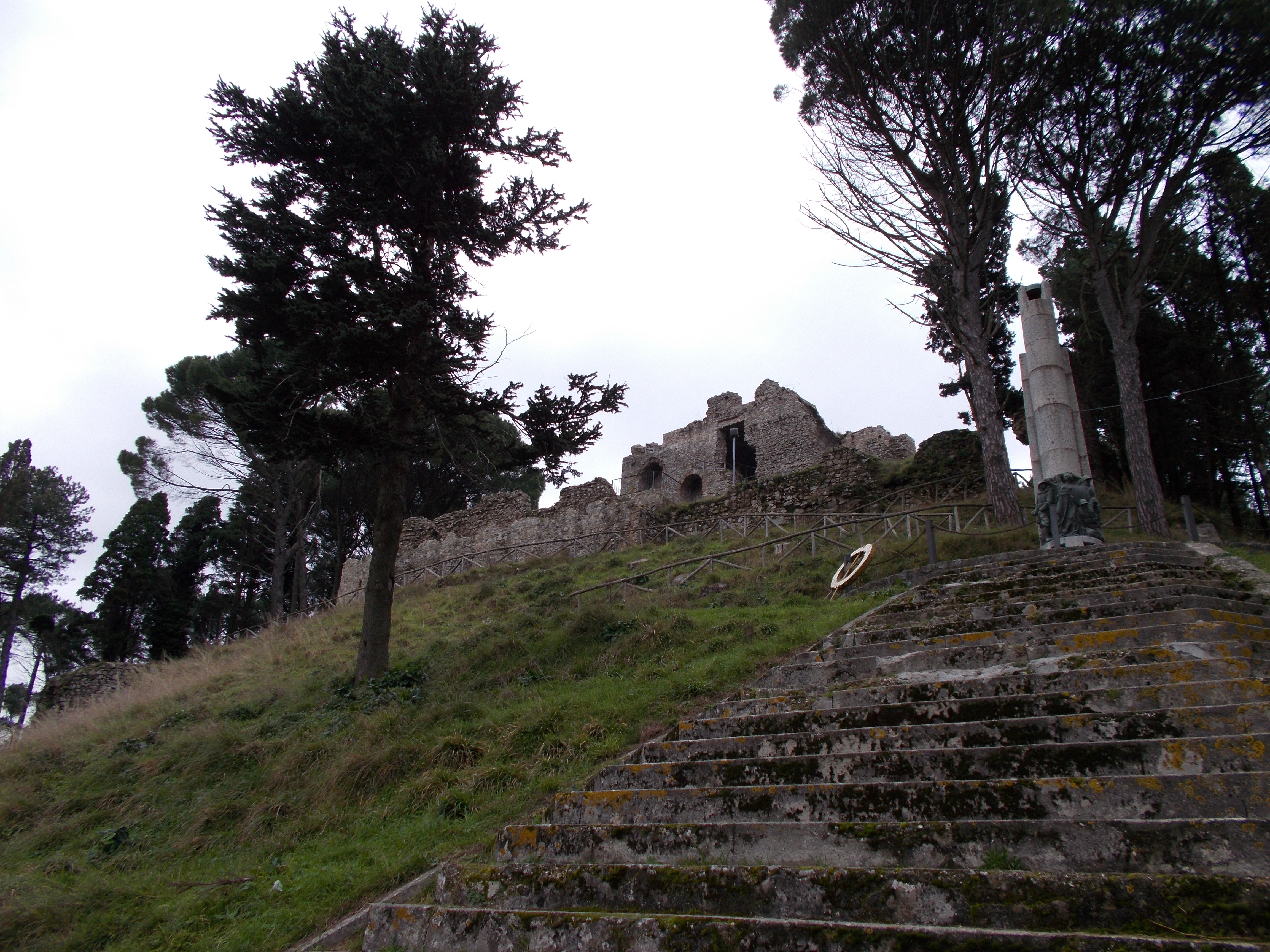
Castello con Monumento ai Caduti di San Giorgio Morgeto (R.C.). Opera di Fortunato Longo, nipote dei Jerace e Morani.